# Hesperos
Hesperos (græsk: Ἓσπερος aften, vest) var i græsk mytologi gud for Aftenstjernen, det vil sige planeten Venus set om aftenen. Hesperos var tvillingebror til Eosphoros, (Phosphoros), græske gud for Morgenstjernen, altså planeten Venus set om morgenen. De var begge sønner af morgengryets gudinde Eos. Ifølge nogle myter, var Hesperos fader til Hesperiderne, nymferne af vesten og deres vestlige paradis-agtige have.
I romersk mytologi var den tilsvarende gud kaldt Vesper (aften, aftenstjerne, vesten, aftensmad) og Eosphoros/Phosphoros var kaldt Lucifer (den lysbærende).
Som mange andre folkeslag, troede grækerne og romerne oprindeligt, at planeten Venus var to adskilte planeter, den ene symboliseret af morgenstjernen og den anden aftenstjernen. Babylonske astronomer har dog opdaget omkring år 1700 fvt. at der var tale om en enkelt planet, som de opkaldte efter deres krigs- og kærlighedsgudinde Ishtar, svarende til romerske Venus. Da denne viden nåede Romerriget, har romerne også opkaldt planeten efter deres Venus gudinde, heraf navnet den dag i dag.. Selvom lærde grækere som Pythagoras og Parmenides også vidste, at morgenstjernen og aftenstjernen var det samme himmellegeme, tilbad de menige folk stadig de 2 adskilte guddomme.